# Alfred Lutter
Alfred Lutter (nacido el 21 de marzo de 1962) es un actor estadounidense que protagonizó junto con Ellen Burstyn la película Alicia ya no vive aquí, de Martin Scorsese. La serie de televisión Alice fue una secuela de su película, donde fue reemplazado por Philip McKeon. 
Lutter también interpretó el personaje de "Joven Boris" en La última noche de Boris Grushenko, y encarnó a Alfred Ogilvie en The Bad News Bears y en su primera secuela, The Bad News Bears in Breaking Training.

## Filmografía
| Año  | Título                                  | Rol          |
| ---- | --------------------------------------- | ------------ |
| 1977 | The Bad News Bears in Breaking Training | Ogilvie      |
| 1977 | Family                                  | Alvin Tanner |
| 1976 | Alice                                   | Tommy Hyatt  |
| 1976 | The Bad News Bears                      | Ogilvie      |
| 1975 | ABC Afterschool Specials                | Eric         |
| 1975 | La última noche de Boris Grushenko      | Joven Boris  |
| 1974 | Alicia ya no vive aquí                  | Tommy Hyatt  |
| 1974 | The Cay                                 | Phillip      |
| 1974 | Lucas Tanner                            | Scott Glaser |

## Premios y nominaciones

### Premios BAFTA
| Año  | Categoría              | Trabajo nominado       | Resultado |
| ---- | ---------------------- | ---------------------- | --------- |
| 1976 | Mejor actor revelación | Alicia ya no vive aquí | Nominado  |